# یوهانا گاسدورف
یوهانا گاسدورف (آلمانی: Johanna Gastdorf؛ زادهٔ ۱۹۵۹) هنرپیشه اهل آلمان است.
از فیلم‌ها یا برنامه‌های تلویزیونی که وی در آن نقش داشته‌است می‌توان به موج، سوفی شول، روزهای آخر، و ۲۴ هفته اشاره کرد.